# Andische Sprache
Die andische Sprache (Eigenbezeichnung: q’wannab micci) gehört zu der – nach ihr benannten – Untergruppe der andischen Sprachen innerhalb der nordostkaukasischen Sprachfamilie. Sie wird von ca. 10.000 Menschen im Süden der autonomen Republik Dagestan (Russische Föderation) gesprochen; die ethnische Population der Andier beträgt jedoch ca. 20.000.
Die Bezeichnung Andisch geht auf den Namen des Dorfes Andi zurück.

## Schrift

Andisch (Nr. 17) im Umfeld der Nordostkaukasischen Sprachfamilie

Das Andische ist zwar gegenwärtig keine Schriftsprache mehr, es wurde jedoch bis 1928 mit dem arabischen Alphabet, zwischen 1928 und 1938 mit dem lateinischen Alphabet und ab 1938 mit dem kyrillischen Alphabet geschrieben. Als Schriftsprachen dienen heute Awarisch und Russisch.

## Sprachliche Charakteristiken
Das Andische ist eine Ergativsprache und verfügt über ein Nominalklassensystem.